# おうし座GR星
おうし座GR星（GR Tauri、GR Tau）は、おうし座の方角に地球からおよそ1,120光年の距離にある食変光星である。

## 発見
1957年、レマイス天文台の変光星捜索観測によって、食連星であることが発見された。

## 特徴

### 変光
周期約0.43日（10.3時間）で変光し、これが即ち公転周期と考えられる。伴星が主星を隠す主極小では、極大時から0.5等級減光し、主星が伴星を隠す副極小では、極大時から0.2等級程度減光する。明るさは連続的に変化し、光度曲線には平坦なところがあまりない。この光度曲線から、おうし座GR星はこと座β型変光星に分類されている。
おうし座GR星では、食変光星の1変光周期に2度ある極大で明るさが異なる、非対称な光度曲線がみられる。これは、光球が引き伸ばされているだけでは説明がつかず、伴星の上に高温領域があると考えられる。ただし、おうし座GR星で推定される質量移動では、移動した物質が伴星に衝突しても十分明るくならないので、伴星に落下する物質が予め運動エネルギーを持っている、主星の熱エネルギーを貰っているなどの、追加の仕組みを考える必要がある。

### 星系
おうし座GR星は、主星と伴星が非常に接近しているが、接触はしていない。伴星または主星と伴星の両方が、ロッシュ・ローブを完全には満たしておらず、少しだけ分離している。このため、コパールの分類では半分離型に相当するが、その中でも概接触（near-contact）系とでもいうべき、特殊な連星系である。
光度曲線の分析から推定される主星の質量は、スペクトル型から予想される質量に比べて小さい。一方、伴星の質量からすると、光球の大きさがロッシュ・ローブ付近まで達するには、主系列から更に進化する必要があるが、より質量の大きい主星が主系列でいる間に伴星がそこまで進化するのは不可能である。これらのことから、伴星は元々現在よりずっと質量が大きく主星より先に進化したが、ロッシュ・ローブからあふれて大部分の質量を失って、現在の大きさになり、主星は伴星が失った質量を取り込んだと考えられている。